# 김병수 (1970년 8월)
김병수(金炳秀, 1970년 8월 3일~)는 대한민국의 정치인이다. 제8대 경기도 김포시장(2022. 7.~)이다.

## 경력
- 연세대학교 대학원 총학생회 회장
- 연세대학교 학생건강공제회 이사장
- 경기도 수영연맹 이사
- 연세대학교 총동문회 상임이사
- 국민의힘 국회보좌진위원회 부위원장
- 국회 윤상현 의원실 보좌관
- 국회 홍철호 의원실 보좌관
- 국민의힘 경기도당 대변인
- 국민의힘 경기도당 김포을 당원협의회 수석부위원장
- 제20대 대통령선거 국민의힘 윤석열 후보 정책본부 코로나회복특별위원회 정책수석부본부장
- 제20대 대통령선거 국민의힘 윤석열 후보 선거대책본부 직능총괄본부 광역교통개선지원단 단장
- 2022. 7.~ 제8대 민선 8기 경기도 김포시장
- 2022. 8.~ 제3대 경기서부권문화관광협의회 부회장
- 서부수도권행정협의회 부회장
- 2022. 9.~2024. 6. 경기도시장군수협의회 대변인
- 2022. 10.~ 제6대 전국다문화도시협의회 회장
- 2023. 11.~ 전국대도시시장협의회 감사

## 역대 선거 결과
| 실시년도 | 선거      | 대수 | 직책 | 선거구      | 정당     | 득표수    | 득표율          | 순위 | 당락 | 비고           |
| -------- | --------- | ---- | ---- | ----------- | -------- | --------- | --------------- | ---- | ---- | -------------- |
| 2022년   | 지방 선거 | 8대  | 시장 | 경기 김포시 | 국민의힘 | 101,566표 | \| \| 52.42% \| | 1위  |      | 초선, 민선 8기 |
|          | 52.42%    |      |      |             |          |           |                 |      |      |                |

| 전임 정하영 | 제8대 경기도 김포시장 2022년 7월 1일~ |  |